# Meng Jianzhu

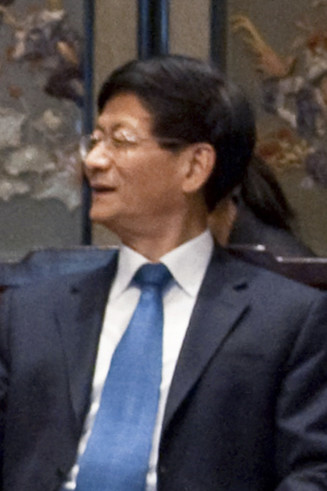
Meng Jianzhu (2015)

Meng Jianzhu (chinesisch 孟建柱; * 28. Juli 1947 in Suzhou, Jiangsu) ist ein chinesischer Politiker der Kommunistischen Partei Chinas (KPCh), der unter anderem von 2007 bis 2012 Minister für Öffentliche Sicherheit sowie von 2012 bis 2017 Mitglied des Politbüros der Kommunistischen Partei Chinas.

## Leben

### Studium und Beginn der Funktionärslaufbahn
Meng Jianzhu, der zur Volksgruppe der Han gehört, begann nach dem Schulbesuch ein Studium am Institut für Maschinentechnik Shanghai. Nach dessen Abschluss begann er 1968 seine berufliche Laufbahn im Landwirtschaftsbetrieb Qianwei und war dort bis 1973 Sekretär des Kommunistischen Jugendverbandes Chinas (KJVC), stellvertretender Leiter der Boot-Flotte sowie stellvertretender Politkommissar der Versorgungsmarketings- und Transportstation dieses Betriebes. Er wurde im 1971 Mitglied der Kommunistischen Partei Chinas (KPCh) und war zwischen 1973 und 1976 Sekretär des Parteikomitees des Transportkollektivs dieses Betriebes. Nachdem er von 1976 und 1977 Leiter der Abteilung Öffentlichkeitsarbeit sowie Mitglied des Parteikomitees des Landwirtschaftsbetriebes Qianwei war, fungierte er zwischen 1977 und 1981 in Personalunion als stellvertretender Sekretär des Parteikomitees des Landwirtschaftsbetriebes Qianwei, als Sekretär der Grundorganisation des Pflanzungskollektives sowie als Leiter der Politischen Abteilung dieses Landwirtschaftsbetriebes. Anschließend war er von 1981 bis 1986 Direktor sowie stellvertretender Sekretär des Parteikomitees des Landwirtschaftsbetriebes Qianwei und absolvierte während dieser Zeit zwischen 1984 und 1986 ein Studium an der Parteischule von Shanghai.
Im Anschluss fungierte Meng von 1986 bis 1990 als Sekretär des Parteikomitees des Shanghaier Stadtbezirks Chuansha sowie zwischen 1990 und 1991 als Sekretär des Parteikomitees des Shanghaier Stadtbezirks Jiading. Danach war er von 1991 bis 1992 Sekretär des Ausschusses für ländliche Arbeit des Parteikomitees von Shanghai sowie zwischen 1992 und 1993 stellvertretender Generalsekretär der Volksregierung von Shanghai. Nachdem er 1993 kurzzeitig Direktor der Kommission für die Umstrukturierung der Wirtschaft von Shanghai war, fungierte er zwischen 1993 und 1996 als Vize-Bürgermeister von Shanghai sowie von 1996 bis 2001 als stellvertretender Sekretär des Parteikomitees von Shanghai. Auf dem XV. Parteitag (12. bis 19. Oktober 1997) wurde er Kandidat des Zentralkomitee der Kommunistischen Partei Chinas (ZK der KPCh).

### Parteisekretär von Jiangxi, Minister für öffentliche Sicherheit und Politbüromitglied
Als Nachfolger von Shu Huiguo wurde Meng Jianzhu am 1. April 2001 Sekretär des Parteikomitees der Provinz Jiangxi und bekleidete diese Funktion bis zum 30. November 2007, woraufhin Su Rong seine Nachfolge antrat. Zugleich war während dieser Zeit von 2001 bis 2007 Vorsitzender des Ständigen Ausschusses des Volkskongresses der Provinz Jiangxi sowie Mitglied des Ständigen Ausschusses des Parteikomitees der Provinz Jiangxi. Auf dem XVI. Parteitag (8. bis 14. November 2002) wurde er erstmals Mitglied des ZK der KPCh und gehörte diesem Gremium nach seinen Wiederwahlen auf dem XVII. Parteitag (15. bis 21. Oktober 2007) sowie XVIII. Parteitag (8. bis 14. November 2012) bis zum XIX. Parteitag (18. bis 25. Oktober 2017) an.
Am 29. Oktober 2007 löste Meng Zhou Yongkang als Minister für Öffentliche Sicherheit ab und bekleidete dieses Amt bis zu seiner Ablösung durch Guo Shengkun am 28. Oktober 2012. Zugleich war er in Personalunion zwischen 2007 und 2012 auch Sekretär des Parteikomitees des Ministeriums für Öffentliche Sicherheit. Des Weiteren fungierte er von 2008 bis 2013 auch als Mitglied im Staatsrat der Volksrepublik China sowie zusätzlich zwischen 2008 und 2013 auch als Mitglied der Parteiführungsgruppe im Staatsrat. Auf dem XVIII. Parteitag (8. bis 14. November 2012) wurde er zum Mitglied des Politbüros der Kommunistischen Partei Chinas gewählt, dem er bis zum XIX. Parteitag (18. bis 25. Oktober 2017) angehörte. Am 21. November 2012 löste er abermals Zhou Yongkang ab und zwar dieses Mal als Direktor der Zentralen Kommission für Politik und Recht des ZK der KPCh. Er hatte dieses Amt bis zum 31. Oktober 2017 inne und wurde daraufhin erneut von Guo Shengkun abgelöst. Seit 2017 ist er sowohl Mitglied der Zentralen Steuerungs- und Lenkungsgruppe für eine umfassende tiefgreifende Reform sowie der Zentralen Steuerungs- und Lenkungsgruppe für Internet- und Informationssicherheit. Des Weiteren ist er seit 2017 auch Mitglied der Nationalen Sicherheitskommission der Kommunistischen Partei Chinas.